# Desmond Morton (historien)
Pour les articles homonymes, voir Desmond Morton et Morton.
Desmond Dillon Paul Morton (10 septembre 1937 à Calgary-4 septembre 2019) est un historien canadien spécialisé dans l'histoire des Forces armées canadiennes et des relations politiques et industrielles et dans les nationalismes du Canada.
Il est l'auteur de vingt-cinq livres sur son pays, dont le populaire A Short History of Canada. Il est l'un des seuls historiens à avoir personnellement interrogé les vétérans de la rébellion du Nord-Ouest de 1885.

Il est Officier de l'Ordre du Canada depuis 1996 et membre agréé de la Société royale du Canada.

## Biographie
Né à Calgary en Alberta en 1937, Desmond Morton est le fils d'un brigadier général et le petit-fils du général Sir William Otter.

Morton est diplômé du Collège militaire royal de Saint-Jean et du Collège militaire royal du Canada, après quoi il obtient une bourse Rhodes afin d'étudier à l'Université d'Oxford. Il décroche un doctorat au sein de la London School of Economics puis rejoint les rangs de l'armée canadienne qu'il servira pendant dix ans.

Il est ensuite conseiller de Tommy Douglas du Nouveau Parti démocratique avant d'assister Brian Mulroney et les Progressistes-conservateurs. De 1964 à 1966, il est assistant-secrétaire du Nouveau Parti démocratique de l'Ontario.

Après la victoire électorale néo-démocrate de 1964 à Riverdale, il décrit dans son ouvrage - The Riverdale Story - comment il a amené les électeurs de sa cironsciption à voter massivement pour son parti.

Il débute ensuite une carrière d'enseignant et sera nommé, en 1986, principal du collège Erindale, à l'Université de Toronto. Il occupera ce poste jusqu'en 1994, date de sa nomination comme professeur émérite à la chaire Hiram Mills de l'Université McGill à Montréal.
Il est notamment l'auteur de la citation : « Pour les Canadiens, la bataille de Vimy, c'est l'expérience de la construction d'une nation. Pour plusieurs, alors et aujourd'hui, elle symbolisait le fait que la Grande Guerre était aussi la guerre de l'indépendance canadienne ...».

## Ouvrages
1. Ministers and Generals: Politics and the Canadian Militia, 1868-1904  (ISBN 0-8020-5228-2), (1970)
2. The Last War Drum:The North West Campaign of 1885 (1972)
3. Mayor Howland: The Citizens' Candidate (1973)
4. The Canadian General Sir William Otter (1974)
5. NDP The Dream of Power (1974)
6. The Queen Versus Louis Riel  (ISBN 0-8020-6232-6), (1974)
7. Critical Years 1857-73 (1977)
8. Rebellions in Canada  (ISBN 0-531-00449-X) (1980)
9. The Supreme Penalty: Canadian Deaths by Firing Squad in the First World War (1980)
10. Canada and War: A Military and Political History  (ISBN 0-409-85240-6), (1981)
11. Labour in Canada (1982)
12. A Peculiar Kind of Politics: Canada's Overseas Ministry in the First World War  (ISBN 0-8020-5586-9), (1982)
13. Years of Conflict: 1911-1921 (1983)
14. New France and War  (ISBN 0-531-04804-7), (1984)
15. Working People  (ISBN 0-88879-040-6), (1980) (rev. 1984, 1990, 2003)
16. The New Democrats 1961-1986: The Politics of Change (1986)
17. Winning the Second Battle: Canadian Veterans and the Return to Civilian Life, 1915-30  (ISBN 0-8020-6634-8), (1987) (avec Glenn T. Wright)
18. Towards Tomorrow: Canada in a Changing World History  (ISBN 0-7747-1281-3), (1988)
19. Marching to Armageddon: Canadians and the Great War 1914-1919  (ISBN 0-88619-211-0), (1989) (2nd Ed 1992) (avec J. L. Granatstein)
20. Royal Canadian Military Institute: 100 Years 1890-1990, avec Ken Bell (1990)
21. A Military History of Canada  (ISBN 0-7710-6515-9), (1992) (2nd Ed. 1999)
22. Morgentaler vs Borowski  (ISBN 0-7710-6513-2), (1992)
23. Silent Battle: Canadian Prisoners of War in Germany, 1914-1919  (ISBN 1-895555-17-5), (1992)
24. When Your Number's Up: The Canadian Soldier in the First World War  (ISBN 0-394-22388-8), (1994)
25. Shaping a Nation: A Short History of Canada's Constitution  (ISBN 1-895642-10-8), (1996)
26. The United Nations: Its History and the Canadians Who Shaped It  (ISBN 1-55074-222-1), (1995)
27. Our Canada: The Heritage of Her People 0-8886-6643-8, (1996)
28. Victory 1945: Canadians from War to Peace  (ISBN 0-00-255069-5), (1996) (avec J. L. Granatstein)
29. Wheels:The Car in Canada  (ISBN 1-895642-03-5), (1998)
30. Who Speaks for Canada?  (ISBN 0-7710-6502-7), (1998) (2nd Ed. 2001) (avec Morton Weinfeld)
31. Working People: An Illustrated History of the Canadian Labour Movement (1998)
32. Canada: A Millennium Portrait  (ISBN 0-88866-647-0), (1999)
33. Understanding Canadian Defence (2000)
34. A Short History of Canada  (ISBN 0-7710-6509-4),(2001)
35. Bloody Victory : Canadians And The D-Day Campaign 1944  (ISBN 1-895555-56-6), (2002)
36. They Were So Young: Montrealers Remember WWII (2002)
37. Canada and the Two World Wars  (ISBN 1-55263-509-0), (2003) (avec J.L. Granatstein)
38. Understanding Canadian Defence (2003)
39. Fight or Pay'  (ISBN 0-7748-1108-0), (2004)
40. The Mystery of Frankenberg's Canadian Airman  (ISBN 1-55028-884-9), (2005)
41. Billet Pour le Front (Ticket for the Front)  (ISBN 2-922865-40-1), (2005) (French)